# Туркестанский 19-й стрелковый полк
19-й Туркестанский стрелковый полк — воинское подразделение 5-й Туркестанской стрелковой бригады.

## История
Полк составился из двух отдельных батальонов 20 февраля 1910 г. 20 февраля 1910 г сформирован 19-й туркестанский стрелковый полк в составе двух батальонов. C августа 1914 года входил в состав Отдельной Кавказской армии, действовал в приморском отряде генерала Ляхова, отдельно от других полков 5-й Туркестанской стрелковой дивизии принял активное участие в обороне Батумской области и в овладении Трапезундом. Полковой праздник традиционно отмечался 12 января.

## 1-й батальон полка
1-м батальоном полка стал 6-й Геок-Тепинский резервный батальон.
История батальона

Приказом от 5 ноября 1892 батальон сформирован. К 16 февраля 1893 из местных команд Закаспийской области был сформирован Геок-Тепинский резервный батальон. Последний с 27 июня 1900 года именовался6-й Геок-Тепинский резервный батальон.
Знаки отличия батальона при поступлении в полк
- простое знамя без надписи пожалованное в 1897
- знаки нагрудные для офицеров и головные для нижних чинов с надписью «За взятие штурмом крепости Геок-Тепе 12 января 1881года»(в 5й роте)[1]

## 2-й батальон полка
2-м батальоном полка стал 8-й Красноводский резервный батальон
история батальона

27 июня 1900 года сформирован 8-й Красноводский резервный батальон
знаки отличия батальона при поступлении в полк
- простое знамя без надписи, пожалованное в 1900

## 3-й батальон полка
сформирован в сентябре 1914, знаков отличия не имел

## 4-й батальон полка
сформирован летом 1915, знаков отличия не имел

## Знаки отличия полка к 1914
- знамя без надписи, пожалованное в 1897 (Геок-Тепинского резервного батальона)
- знаки нагрудные для офицеров и головные для нижних чинов с надписью «За взятие штурмом крепости Геок-Тепе 12 января 1881 года» (в 1-й роте 1-го батальона)

## Командиры полка
- 16.03.1912 — после 01.03.1914 — полковник Померанцев, Дмитрий Никанорович
- 29.11.1915 — 1917 — полковник Литвинов, Борис Нилович